# Special Final in Dome Memorial Collection
Special Final in Dome Memorial Collection è l'ottavo EP del gruppo musicale sudcoreano Big Bang, pubblicato il 5 dicembre 2012.

## Antefatti
I Big Bang sono diventati i primi artisti coreani ad esibirsi in tutti e tre i più grandi stadi del Giappone: Tokyo Dome di Tokyo, Kyocera Dome di Osaka e il Fukuoka Dome. L'EP è stato pubblicato il 5 dicembre 2012 con cinque canzoni dei rispettivi progetti da solista dei membri e la versione giapponese della canzone del gruppo Fantastic Baby.

## Successo commerciale
L'EP si è classificato alle sesta posizione nella Oricon, vendendo 45 910 copie nella prima settimana.

## Classifiche
| Classifica (2012) | Posizione massima |
| ----------------- | ----------------- |
| Giappone          | 6                 |